# Emilia Attias
Pour les articles homonymes, voir Attias.
Maria Emilia Attias est une actrice argentine née le 20 mars 1987 à Belgrano, Buenos Aires (Argentine). Elle est surtout connue pour avoir joué les rôles de Angeles Inchausti/Cielo Mágico dans la série à succès Casi Angeles. Elle a aussi joué le rôle de Paz Bauer toujours dans Casi Angeles.